# La Rassegna d'Italia
La Rassegna d'Italia è stata una rivista mensile, fondata nel 1946 a Milano da Francesco Flora, che la diresse per tre anni, fino al dicembre 1948, quando gli successe Sergio Solmi, che la diresse per un altro anno (ultimo numero della rivista fu quello del dicembre 1949).
Vi collaborarono Luigi Salvatorelli, Luciano Anceschi, Vasco Pratolini, Elio Vittorini, Eugenio Montale, Salvatore Quasimodo, Giorgio Orelli e molti altri.